# Kartogol
Kartogol (persiska: Kortogol-e Pā’īn, كُرتُگُلِ پائين, کرتگل) är en ort i Iran.   Den ligger i provinsen Chahar Mahal och Bakhtiari, i den centrala delen av landet, 500 km söder om huvudstaden Teheran. Kartogol ligger 1 851 meter över havet och antalet invånare är 127.
Terrängen runt Kartogol är varierad. Runt Kartogol är det ganska glesbefolkat, med 38 invånare per kvadratkilometer. Närmaste större samhälle är Ālūnī, 2,4 km nordost om Kartogol. Omgivningarna runt Kartogol är i huvudsak ett öppet busklandskap.